# Flak- Schul- und Ersatz-Division Süd
Die Flak-Schul-und Ersatz-Division Süd war ein Großverband der deutschen Luftwaffe im Zweiten Weltkrieg.
Die Flak- Schul- und Ersatz-Division Süd ging am 13. April 1945 aus der Flak-Ersatz-Division hervor, nachdem das Deutsche Reich infolge des alliierten Vormarsches in einen Nord- und Südkessel geteilt worden war. Der Namenszusatz Süd war dabei der Tatsache geschuldet, dass sich das Stabsquartier der Flak-Ersatz-Division zu diesem Zeitpunkt in München-Freimann befand. Befehlshaber der Kommandobehörde war erneut Generalleutnant Hans-Jürgen von Witzendorff. Ihr unterstanden operativ alle im Südkessel des Reiches stationierten Flakersatzregimenter 3 und 6 sowie drei Flakartillerie-Schulen (Flakartillerieschule Süd, Flak-Waffentechnische Schule Süd und Offiziersbewerber-Ausbildungsabteilung Süd). Diese Schulen wurden jedoch am 25. April 1945 aufgelöst. Die verbliebenen Flak-Ersatzregimenter 3 und 6 sollten bei Feindnäherung aufgelöst und dem Heer eingegliedert werden. Der Divisionsstab geriet bereits Mitte April 1945 in Rosenheim in alliierte Kriegsgefangenschaft.